# Sequel

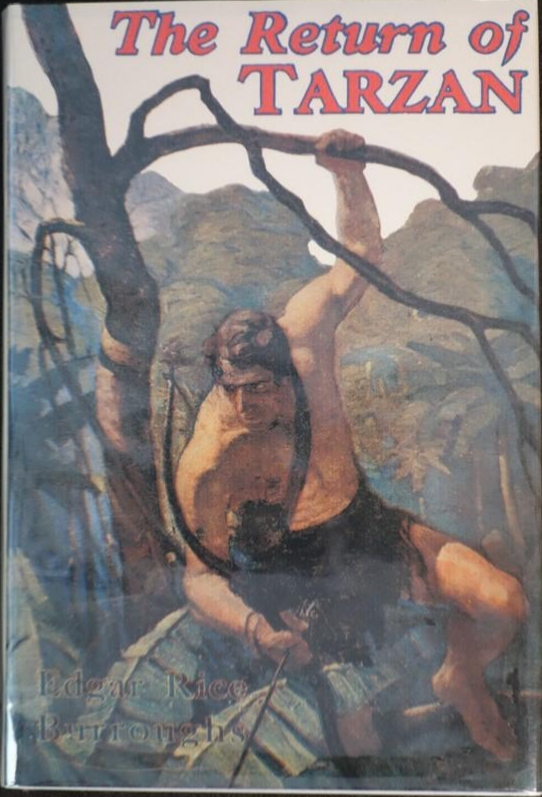
Întoarcerea lui Tarzan (1913), sequel al romanului Tarzan din neamul maimuțelor (1912)

Sequel este un termen englezesc cu sensul de continuare, care desemnează o operă literară, cinematografică sau muzicală care continuă povestea sau extinde unele aspecte prezentate într-una sau mai multe lucrări anterioare. În contextul comun al unei opere de ficțiune narativă, un sequel portretizează evenimente ce se desfășoară în universul fictiv dintr-o lucrare anterioară, de obicei, în ordine cronologică după evenimentele din lucrarea inițială. Cuvântul englez provine din latinescul sequella, cu sensul de care urmează sau continuare.

## Exemple
- Tom Sawyer în străinătate și Tom Sawyer, detectiv, două continuări mai scurte ale lucrărilor Aventurile lui Tom Sawyer și Aventurile lui Huckleberry Finn, în timp ce ultima este continuarea penultimei (toate sunt scrise de Mark Twain)
- 1963 Crinii câmpului urmat de Crinii câmpului de Crăciun (1979), ambele în regia lui Ralph Nelson.